# Fresno de la Polvorosa
Fresno de la Polvorosa es un municipio y localidad española de la provincia de Zamora, en la comunidad autónoma de Castilla y León.
Se encuentra situado en la zona norte de la provincia de Zamora, dentro de la comarca de Benavente y Los Valles. El municipio cuenta con una superficie de 4,11 km² y, según datos del padrón municipal 2020 del INE, cuenta con una población de 132 habitantes. Por su término discurre el río Órbigo, afluente del río Esla. Históricamente perteneció a la Merindad de la Polvorosa, de la que aún conserva presencia en su propio nombre. De su caserío destaca la iglesia parroquial que data del siglo XVI y está bajo la advocación de San Salvador.

## Toponimia
Su topónimo cuenta de dos partes. La primera, Fresno, hace referencia al árbol de su mismo nombre y que tiene su origen en fraxinus, nombre con el que era designado en latín. La segunda, Polvorosa, proviene de la designación de la merindad en la que este municipio estuvo integrado durante la Edad Media. El nombre "Polvorosa" hace referencia a la conocida Batalla de la Polvorosa que tuvo lugar en el año 878 en las inmediaciones de este municipio.

## Historia
La historia de esta localidad se remonta a épocas remotas, de modo que en sus inmediaciones se han encontrado objetos que así lo ratifican, como el caso de un hacha de sílex prehistórica, una piedra de molino manual o ladrillos romanos.
En la Edad Media, la victoria en el año 878 de los ejércitos asturleoneses de Alfonso III en la batalla de la Polvorosa, en las cercanías de la localidad, fue decisiva para la posterior integración y repoblación de la localidad de Fresno, que quedó integrada en el Reino de León.
Posteriormente, en la Edad Moderna, Fresno fue una de las localidades que se integraron en la provincia de las Tierras del Conde de Benavente y dentro de esta en la Merindad de la Polvorosa y la receptoría de Benavente.
No obstante, al reestructurarse las provincias y crearse las actuales en 1833, la localidad pasó a formar parte de la provincia de Zamora, dentro de la Región Leonesa, quedando integrada en 1834 en el partido judicial de Benavente.
Uno de los grandes avances históricos para el municipio de Fresno de la Polvorosa (y pueblos cercanos de la comarca) fue la construcción en 1966 del puente sobre el río Órbigo, que está entre el territorio de Pobladura del Valle y Fresno de la Polvorosa. El puente fue construido estando de Alcalde de Fresno de la Polvorosa D. Joaquín Rodríguez Blanco y por mediación del Ministro de Obras Públicas en aquella época D. Federico Silva Muñoz, natural este último de Benavente (Zamora). Este puente de casi un kilómetro de longitud puso fin a muchas de las penurias con las que tuvieron que lidiar durante años los vecinos del municipio de Fresno de la Polvorosa, ya que anteriormente a la fecha de construcción, los vecinos tenían que atravesar el río Órbigo por barca o a nado. 

## Geografía humana

### Demografía
Cuenta con una población de 114 habitantes (INE 2024).
| Gráfica de evolución demográfica de Fresno de la Polvorosa entre 1842 y 2021                                          |
| |
| Población de derecho según los censos de población del INE. Población de hecho según los censos de población del INE. |

El municipio de Fresno de la Polvorosa, que en la década de los años 40 llegó a tener casi 450 habitantes, ha ido  experimentado posteriormente a esa fecha una merma poblacional muy preocupante. Y es que el pueblo ha perdido más del 70% de su población en los últimos 80 años. Pero esto no es algo exclusivo de este municipio. Este es el caso que presenta la gran mayoría de los pueblos de la provincia de Zamora y de España en general. La España vaciada.

## Patrimonio
- Iglesia del Salvador: La iglesia del pueblo, que data del siglo XVI, es el gran referente del municipio; siendo ésta su gran joya artística y arquitectónica. La construcción actual del templo es del siglo XVIII pero muchos expertos creen que los cimientos de iglesia original se levantaron en el siglo XIII. Del exterior del edificio destaca un gran campanario al que acompañan dos campanas. El templo consta de una única nave, una capilla cuadrangular y una entrada a la parroquia de construcción moderna que contrasta con la vieja piedra. El edificio conserva vestigios claros del románico, un arte que es muy común en la provincia de Zamora. Del interior de la Iglesia destaca un gran retablo y varias figuras religiosas. El viejo cementerio del pueblo, de tamaño muy reducido, se edificó en las inmediaciones del mismo templo religioso. Debido a sus escasas dimensiones se construyó un nuevo cementerio no muy lejos de la parroquia.

## Fiestas
Las fiestas grandes de Fresno de la Polvorosa, en honor a San Salvador, se celebran el primer fin de semana de agosto siendo el 6 de agosto la referencia de dicha fiesta patronal. Estas fiestas empiezan en jueves y acaban en domingo. En el primer fin de semana del mes de septiembre también se celebraban otras fiestas, aunque éstas son de menor grado. Actualmente, dicho festejo, se ha desplazado al último sábado del mismo mes.
En el municipio de Fresno de la Polvorosa, al igual que en otros pueblos cercanos, se da gran importancia al carnaval donde se reparte entre los vecinos el tradicional escabeche acompañado de cacahuetes y bebida. Desde hace unos años, también se celebra el habitual Magosto de la zona, en el cual se reparten castañas y huevos fritos con pimientos a los presentes.
Antiguamente se celebraba también "la puesta del mayo" en la cual los mozos del pueblo traían de "los caleños" un gran chopo para colocarlo de punta en el núcleo urbano de Fresno. Esta tradición se había perdido con el paso del tiempo, pero están tratando de recuperarla los últimos años.